# 2610 Тува
2610 Тува (2610 Tuva) — астероїд головного поясу, відкритий 5 вересня 1978 року.
Тіссеранів параметр щодо Юпітера — 3,692.
За назвою Республіки Тува